# Верру, Луи Станислас Ксавьер
Луи Станислас Ксавьер Верру (фр. Louis Stanislas Xavier Verroust; 10 мая 1814 — 9 апреля 1863) — французский гобоист и композитор.
Родом из Азбрука, где его именем названа улица. Окончил Парижскую консерваторию у Гюстава Вогта, и после того, как Вогт вышел на пенсию, в 1853—1860 гг. руководил гобойным классом консерватории. До этого Верру, в основном, работал в своих родных краях, на севере Франции (в 1843 г., в частности, он заведовал музыкой в муниципалитете Стенворде).
Из композиторского наследия Верру наибольший интерес современных исполнителей и специалистов вызывают 12 «концертных соло», представлявшие собой сочинения для ежегодных конкурсов студентов консерватории (и, возможно, Школы военных музыкантов, где Верру также преподавал) и предназначенные для исполнения с фортепианным аккомпанементом или в сопровождении струнных. В репертуаре современных гобоистов эпизодически встречаются также его «24 мелодических этюда», «Воспоминание о старом Квебеке», Фантазия на тему оперы Доницетти «Дон Паскуале» и др.